# 双凤镇 (重庆市)
双凤镇，是中华人民共和国重庆市合川区下辖的一个乡镇级行政单位。

## 行政区划
双凤镇下辖以下地区：
双凤社区、大槲村、太公村、苑花村、富贵村、车山村、关口村、云锋村、自生村、江北村、塘湾村、佛山村、黄池村、喻家村和保合村。